# Minija (Dorf)
Minija (früher auch Mingė oder Minė, deutsch Minge) ist ein Ort im Memeldelta in Litauen. Er gehört zum Amtsbezirk Kintai in der Rajongemeinde Šilutė.

## Geschichte und Beschreibung

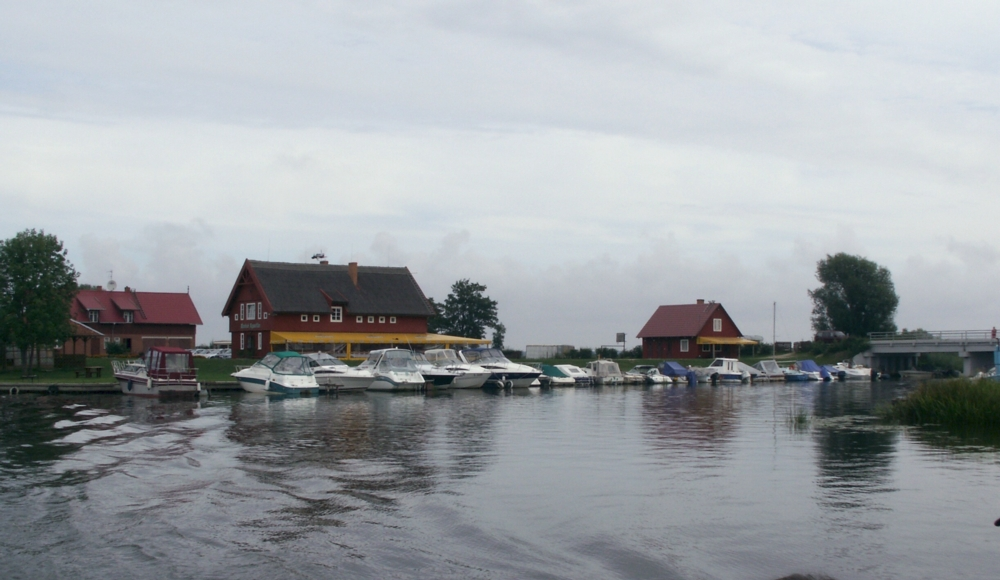
Blick auf Minija

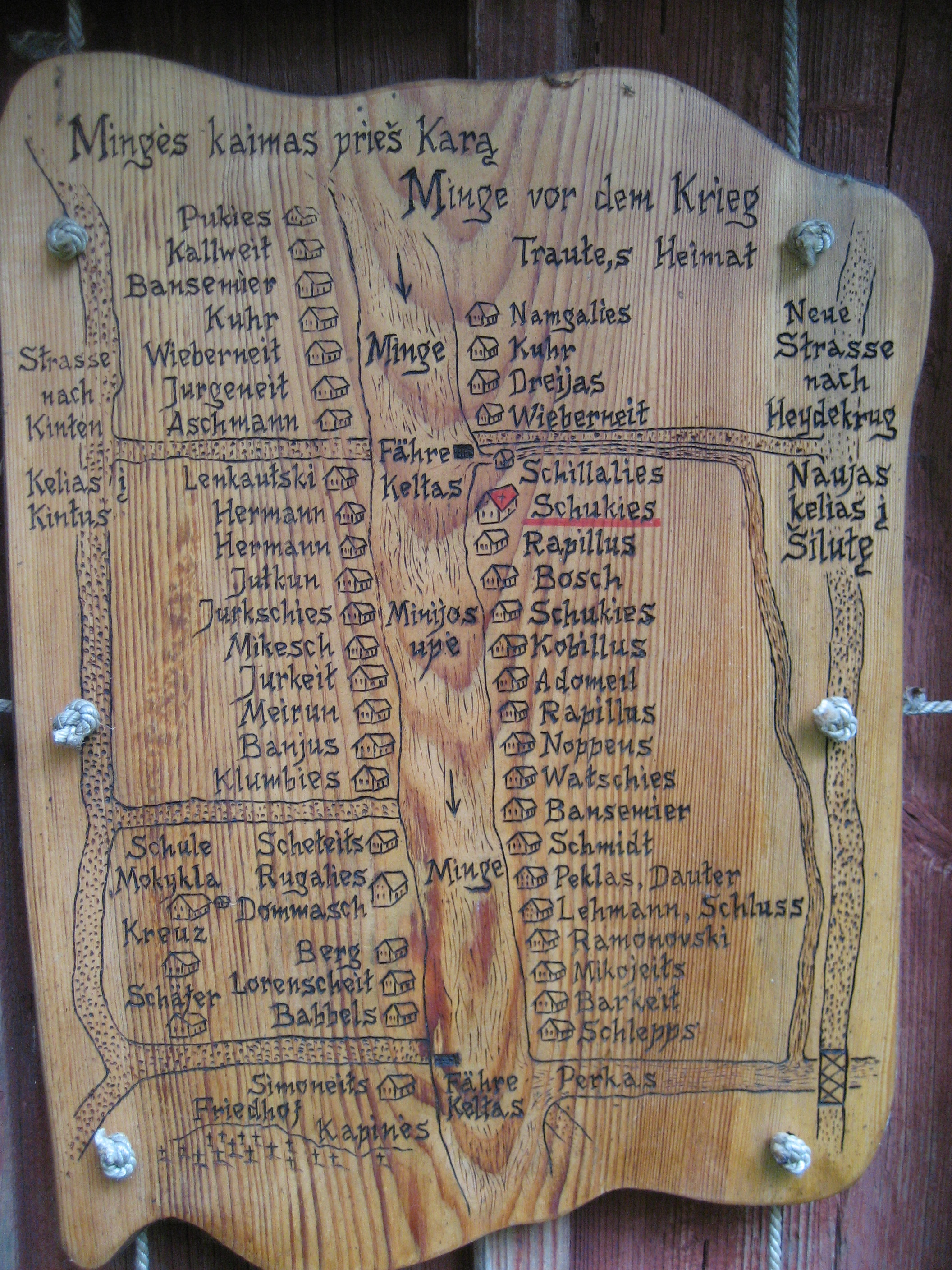
Plan von Minge auf einer Holztafel in Deutsch und Litauisch.

Bei dem Ort handelt sich um je eine Reihe von Häusern beidseitig des Flusses Minija, so dass dieser früher als Verkehrsader des Ortes galt: „Mit dem Boot kamen die Kinder zur Schule, der Arzt zum Kranken und die Männer zum Krug.“
Seit 1736 gab es in Minge eine Schule. Das Fischerei-Polizeiwesen wurde 1844 neu geordnet, und so erhielt auch Minge einen Fischmeister, dem die Fischerschulzen und die örtliche Fischereipolizei im Revier Feilenhof unterstanden. Der Kurenwimpel von Minge wird diagonal von links unten nach rechts oben geteilt. Die Farben sind Rot (oben links) und Weiß (unten rechts).
Auch heute gibt es in Minija keine Brücke über den Fluss, die touristische Titulierung als „Venedig unter den Delta-Dörfern“ ist jedoch reichlich übertrieben – per Boot werden heute vor allem Touristen transportiert. Der Ort selbst stellt sich als kleiner Hafen bzw. Marina dar. In wenigen Minuten erreicht man sowohl das Haff als auch den westlichsten Hauptarm des Memeldeltas. Der König-Wilhelm-Kanal, der 1863–73 von der Minija zum Hafen Klaipėdas erbaut wurde, ist heute nicht mehr in Betrieb.

### Einwohnerentwicklung
| Jahr | Einwohner |
| ---- | --------- |
| 1989 | 34        |
| 2001 | 46        |
| 2011 | 25        |

## Söhne und Töchter
- Heinrich Czerkus (1894–1945), Kommunist und Widerstandskämpfer